# Cyriel Geerinck

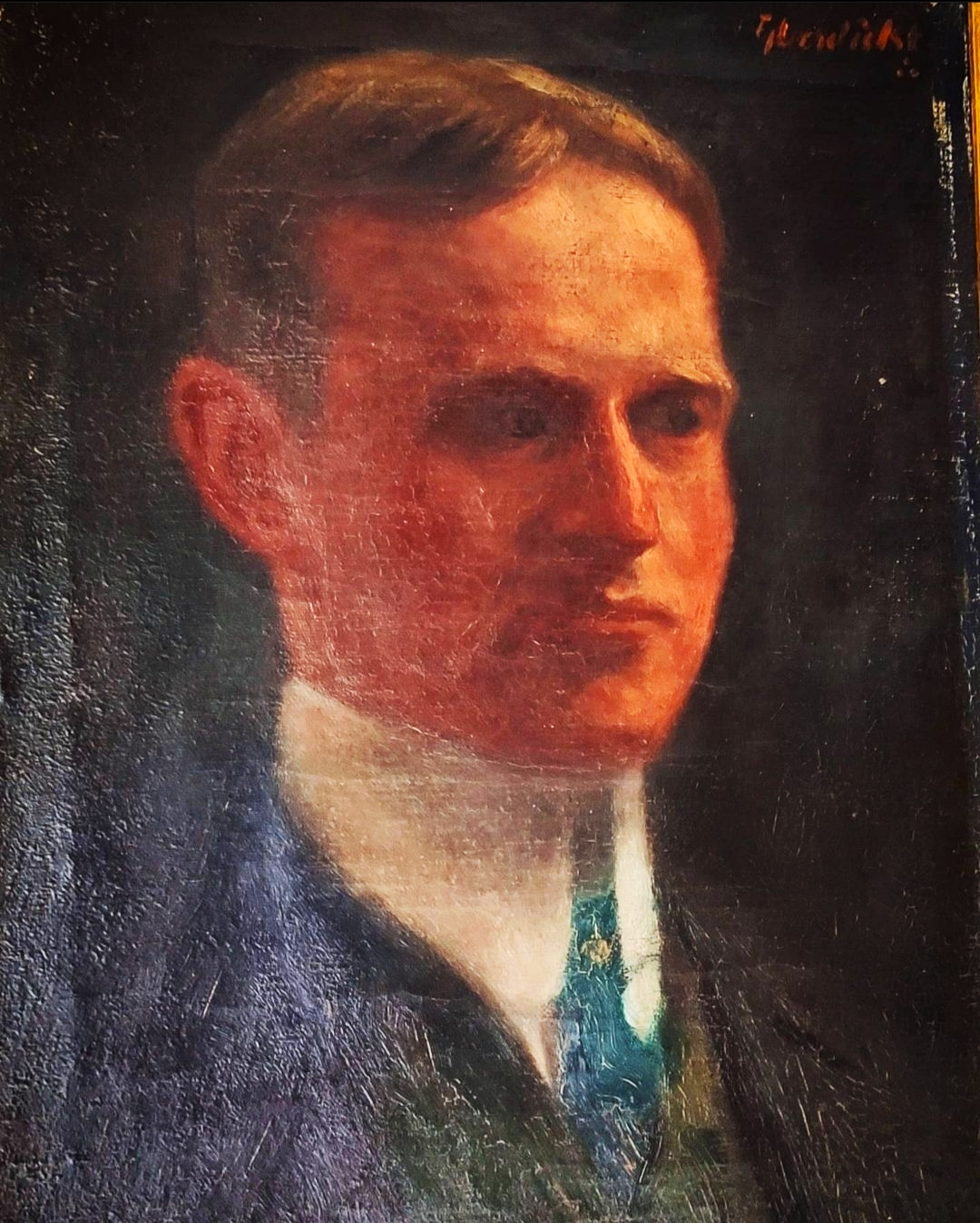
Cyriel Geerinck geschilderd door Ghisleen Verdickt

Cyriel (ook wel Cyrille) Geerinck (Waasmunster, 5 augustus 1889 – Sint-Niklaas, 19 oktober 1955) was een Vlaams onderwijzer, dichter, schrijver en toneelregisseur. Hij was actief als onderwijzer in het Waasland. Hij volgde zijn opleiding in de pedagogiek aan de Bisschoppelijke Normaalschool in Sint-Niklaas. Vervolgens ging hij in 1909 aan de slag in de gemeentelijke basisschool van Waasmunster, hier zou hij actief blijven lesgeven tot het schooljaar van 1945-1946.

## Levensloop
Hij was actief als onderwijzer in het Waasland. Hij volgde zijn opleiding in de pedagogiek aan de Bisschoppelijke Normaalschool in Sint-Niklaas. Vervolgens ging hij in 1909 aan de slag in de gemeentelijke basisschool van Waasmunster, hier zou hij actief blijven lesgeven tot het schooljaar van 1945-1946.
Cyriel Geerinck gaf ook les in de Franse taal, zowel aan schoolkinderen als aan volwassenen. Ook was hij vele jaren actief als bezieler en regisseur van het toneelgezelschap "Onder ons" en "Rust Roest". Tevens zetelde meer dan 30 jaar als actief bestuurslid in het feestcomité van Waasmunster en was Cyriel de sturende kracht achter de zogenaamde Roosenbergfeesten van de Abdij van Roosenberg. Daarnaast was hij nog actief in de gemeentelijke politiek voor de CVP. Alhoewel niet officieel verkozen in een ambt, was hij steevast aanwezig op heel wat de gemeenteraden.

## Activiteit als dichter
Als dichter schreef hij verschillende dichtbundels, zowel in het Nederlands als in het Frans. Zijn bekendste dichtwerk L'Etang Bleu, uitgegeven in 1938 door Ed. Vermaut, werd ook in Frankrijk erg hartelijk ontvangen en veelvuldig herdrukt. Door zijn letterkundige affiniteit met de Franse taal, is het werk van Cyriel Geerinck als literator onmiskenbaar beïnvloed door de Franse literatuur uit de 19e eeuw. De dichtstijl van Geerinck wordt gekenmerkt door heel wat elementen en aspecten uit zowel het symbolisme als het realisme. Hij was een groot bewonderaar van de Vlaamse Franstalige dichter Emile Verhaeren. De werken van Verhaeren zullen een blijvende stimulans zijn doorheen de literaire loopbaan van Cyriel.
Daarnaast worden in zijn werk ook sterke invloeden van spiritualisme waargenomen. Hij stond als overtuigde katholiek en Vlaming in het leven.
"Terloops moeten we hier toch even wijzen op het feit dat zowel Melloy als Geerinck, ondanks het gebruik van het Frans, rasechte en bewuste Vlamingen waren. Hun grotendeels Franstalige schoolopleiding, maar zeker ook de grote aantrekkingskracht van de romaanse cultuur en literatuur hebben op hem een ver-reikende en verrijkende invloed gehad. We mogen, daarenboven, geenszins vergeten dat Vlaanderen, met o.a. Verhaeren, Maeterlinck en G. Rodenbach, een zeer sterke, internationaal zeer gewaardeerde literaire traditie had. Het werk van al deze Franstaligen behoort, in zijn volledigheid, tot het patrimonium van ons volk en vormt, nog steeds een niet te verwaarlozen kanaal langswaar Vlaanderen zich in de wereld duidelijker kan profileren, én langswaar de wereld Vlaanderen beter kan leren ontdekken."

## Overlijden
Hij kwam op 19 oktober 1955 op tragische wijze om het leven. Hij werd met de fiets gegrepen door een voertuig nabij Sinaai. Hij werd met een schedelbreuk overgebracht naar het ziekenhuis van Sint-Niklaas, alwaar hij overleed in comateuze toestand. Op 22 oktober vond de uitvaart plaats. Oud-leerlingen en prominenten vormden een erehaag om een laatste groet te betuigen aan hem. Hij ligt begraven op het kerkhof van Waasmunster.

## Domus Pacifica
Het witte kasteel (Domus Pacifica) dit is een gedicht geschreven door Cyriel als eerbetoon aan het Kasteel van Ortegat, alwaar hij graag vertoefde en zijn wandelingen maakte. De vijver van het kasteel zal ook de inspiratiebron voor "L'Etang Bleu' vormen.
Te midden van zijn betoverend park, een en al trots, weerspiegelt zich het wit kasteel
In het slaperig water van de vijver,
Die het toelacht en die het bewondert
Om zijn grootheid en schoonheid,
Zijn nooit verwelkte jeugd,
Zijn stijl vol majesteit,
Zijn toilet altijd in bloei.
Ik zelf, vol respect,
Ik houd ervan op mijn wandeling zijn
Zo indrukwekkende koepel terug te zien,
Zijn trap, zijn zuilenrij,
Die telkens weer het karakter geven
Van een zeer verheven heiligdom,
Waar de god van de vrede troont
In een ernstige rust.
Moge hij daar voor altijd blijven!"

## In het dorp van mijn dromen
In het dorp van mijn dromen
Luidt de toren van de doodsklok.
Over het dorp van mijn dromen
Gaat soms de zon op,
Maar vaker niet dan wel.
De schaduw en de rouw zijn steeds aanwezig
In de straatjes met de lage huizen
De schaduw en de rouw zijn steeds aanwezig
En de straatjes zijn zo triest
Dat men er instinctief zijn pas versnelt.
Toch houd ik van het kerkhof,
Waar ik op de stenen namen
Ontcijfer die mij zeer lief zijn en zeer vertrouwd:
Het zijn dromen van andere jaren
Die daar in vrede rusten;
Het zijn dromen van andere jaren
Als een boeket verwelkte bloemen
Die nog wat zon bewaren....

## Het geluk is dit mooie schip
Misschien is het geluk dit mooie schip
Waarop een verbaasde engel staat:
De zeeën en de havens hebben hem alles gegeven
Maar de gehele wereld kan hem niet voldoen.
De verlangde aanlegplaats is ongetwijfeld elders,
Onder een hemel melkachtig wit van verre sterren.
De walgelijke vrede van de zekere wegen
Werpt het verlangen in de strijdlustige golven.
De voorsteven heeft de wolken en de afgrond gespleten:
Maar de aangeboden horizonten, afgewezen,
Paaien de strevingen die zij hebben misbruikt
Met een droom veel zuiverder en veel verhevener.
Het geluk is hier beneden niet te bereiken,
Waar de vreugde aan haar eigen volheid bezwijkt:
Het geluk heeft de onrust nodig van het trotse schip dat niet ankert.